# Cameron Howieson
Cameron Drew Neru Howieson  (né à Blenheim, en Nouvelle-Zélande, le 22 décembre 1994) est un footballeur néo-zélandais.

## Palmarès
- Ligue des champions de l'OFC en 2017